# CBR файл
Comic book archive (на български Комикс архив) е файлов формат за архивни файлове, прилаган с цел последователно преглеждане на изображения, най-често комикси. Идеята за формата се популяризира от програмата CDisplay за преглед на изображения. От тогава се появяват и други програми за други платформи.

## Конструкция
CBR файловете се състоят предимно от серия файлове с изображения, типично PNG файлове (с компресия без загуба) или JPGE файлове (с компресия със загуба). Тези файлове се пазят като един архив. Понякога се среща и вариант с GIF файлове, BMP файлове и TIFF файлове. Може да се ползват папки, които да групират изображенията.
Разширенията на файловия формат показват какъв тип архив се използва:
- .cb7 → 7z
- .cba → ACE
- .cbr → RAR[1]
- .cbt → TAR
- .cbz → ZIP[2]

CBR файловете не са обособен формат. Само разширението на файла се променя от стандартния тип на даден тип архив.
Имената на файловете в архива са обикновено номерирани във възходящ ред в кореспонденция с номера на страницата. Включва се употреба на предхождащи нули (например: 001 вместо 1). Това се прави с цел правилния ред на показване на изображенията от четящите между различните операционни системи. Ако това не се прави, файловете може да се покажат в различен ред (пример: 1, 10 – 19, 100 – 199, 2, 20 – 29, 3 и т.н.) поради различните начини, по които се подреждат азбучно файловете в различните файлови системи.
Програмите за преглед на CBR файлове принципно предоставят различни възможности за преглед: движение с една страница напред или назад, отиване на първа или последна страница, приближаване и печатане. Някои приложения поддържат допълнителна информация във формата на вграден в архива XML файлове или чрез коментари в допълнителната информация на ZIP файлове. Тези файлове могат да съдържат допълнителна информация като художника, резюме на историята, съдържание и дори отделен слой за превод на комикс.

## Адаптация

### FreeBSD
* Calibre – може да преглежда формата и да го конвертира в друг формат.
- Comix – съдържа пълна функционалност и органайзер.
- MComix – копие на Comix с доразработка.
- Evince – служи за преглед на документи, поддържа формата.
- Okular – може да преглежда много формати, включително и PDF и CBR файлове. Включва се в компилацията от софтуер на KDE.
- Comical – програма за преглед на поредица от изображения.
- cbrPager – портативен и прост софтуер за преглед на CBR, CB7 и CBZ файлове.
- CBView Архив на оригинала от 2013-07-03 в Wayback Machine. – програма за преглед и конвертиране на CBR/CBZ архив с комикси.

### Linux
- YACReader
- Calibre – може да преглежда формата и да го конвертира в друг формат.
- Comix – съдържа пълна функционалност и органайзер.
- Evince – служи за преглед на документи, поддържа формата.
- MComix – копие на Comix с доразработка.[5]
- Okular – може да преглежда много формати, включително и PDF и CBR файлове. Включва се в компилацията от софтуер на KDE.
- QComicBook – е програма за преглед на CBR файлове. Използва Qt framework (произнася се кют).[6]
- ACBF Viewer – може да преглежда CBZ формати, както и своя собствен ABCF формат, вграден в CBZ архив.[4]
- Comic Seer – съдържа пълна функционалност и органайзер.

### Mac OS
- YACReader
- Calibre – може да преглежда формата и да го конвертира в друг формат.
- ComicBookLover – програма подобна на iTunes за преглед на CBR файлове и организиране на библиотека от комикси.
- Comic Zeal – първата програма за преглед на CBR файлове в Apple App Store.
- Simple Comic – програма за преглед на CBR файлове с отворен код, включваща много функционалности. Една от тях е поддръжката за четене от архив.

### Windows
- MComix – копие на Comix с доразработка.
- YACReader
- Calibre – може да преглежда формата и да го конвертира в друг формат.
- CDisplay – първата програма, която да поддържа CBR файлове.
- Evince – програма за преглед на документи, която поддържа формата.
- STDU Viewer
- Sumatra
- ComicRack
- Comic Seer – програма за преглед на CBR файлове и органайзер.
- CoView
- Comic Utility Belt – може да експортира страници и корици от CBR, CBZ и PDF файлове.
- Yasai Архив на оригинала от 2013-06-28 в Wayback Machine. – е програма за преглед на документи с отворен код. Поддържа формата.
- GonVisor – подобна на CDisplay, но са добавени и някои подобрения.

### Android
- Perfect Viewer[7] – една от по-популярните програми за преглед на изображения/комикси. Поддържа CBZ/ZIP, CBR/RAR, 7Z/CB7 и LZH файлове. Форматите на изображения, които поддържа са JPGE, PNG, GIF и BMP. Освен това поддържа и PDF файлове с помощта на добавки.
- EBookDroid[8] – безплатна програма за преглед на документи(преди с отворен код). Поддържа PDF, DjVu, XPS, CBZ, CBR и FB2 файлове.
- A Comic Viewer[9] – Програма за преглед на комикси и манга с отворен код. Поддържа CBZ/ZIP, ACV, CBR/RAR (beta), JPEG, PNG, BMP и папки с изображения.
- Orion Viewer[10] – четец с отворен код за PDF, DjVu, XPS и CBZ файлове.
- Challenger Comics Viewer[11] – безплатен четец за преглед на комикси, поддържа продължително вертикално плъзгане. Може да отваря файлове от локалната мрежа. Поддържаните формати са: JPEG, PNG, PDF, CBZ, ZIP, CBR и RAR.

### iOS
- YACReader.[12]
- ComicBookLover[13][14] – поддържа CBR, CBZ и PDF комикси, комикси записани на облак (Google Drive, Dropbox). Може да се синхронизира с ComicBookLover за Mac OS.
- ComicFlow[15] – безплатна програма с отворен код. Поддържа CBZ, CBR и PDF.
- CloudReaders[16] – безплатна програма. Поддържа PDG, CBZ, ZIP, CBR и RAR формати. Може да праща файлове чрез P2P трансфер между iPad/iPhone чрез Bluetooth.

### Windows Phone 8
- PDF Reader[17] – безплатна програма за прегледн на PDF, XPS и CBZ файлове.